# Tanja Poutiainen
Tanja Tuulia Poutiainen, po mężu Rinne (ur. 6 kwietnia 1980 w Rovaniemi) – fińska narciarka alpejska, srebrna medalistka olimpijska i czterokrotna medalistka mistrzostw świata.

## Kariera
Specjalistka konkurencji slalomowych. Pierwsze sukcesy w karierze osiągnęła w 1997 roku, kiedy podczas mistrzostw świata juniorów w Schladming zdobyła dwa medale. Najpierw zajęła trzecie miejsce w supergigancie, przegrywając tylko z Włoszką Karen Putzer i Austriaczką Karin Blaser. Dzień później zwyciężyła w slalomie, wyprzedzając Sarę Schleper z USA i swą rodaczkę Pię Käyhkö. Jeszcze trzykrotnie startowała na zawodach tego cyklu, zdobywając jeszcze brązowy medal w gigancie na mistrzostwach świata juniorów w Pra Loup w 1999 roku.
Tym razem uległa Włoszce Denise Karbon i Silvii Berger z Austrii.
W zawodach Pucharu Świata zadebiutowała 16 marca 1997 roku w Vail, gdzie nie ukończyła pierwszego przejazdu slalomu. Dziewięć miesięcy później, 19 grudnia 1997 roku w Val d’Isère zdobyła pierwsze pucharowe punkty, zajmując osiemnaste miejsce w gigancie. Na podium po raz pierwszy stanęła 9 grudnia 2001 roku w Sestriere, gdzie była druga w slalomie. Uległa tam jedynie Anji Pärson ze Szwecji. W kolejnych latach wielokrotnie stawała na podium, odnosząc przy tym jedenaście zwycięstw. Sześciokrotnie wygrywała slalomy: 28 lutego 2004 roku w Levi, 28 listopada w Aspen, 12 grudnia 2004 roku w Altenmarkt, 20 stycznia 2005 roku w Zagrzebiu, 15 lutego 2008 roku w Zagrzebiu oraz 11 stycznia 2011 roku we Flachau. Ponadto pięciokrotnie była najlepsza w gigantach: 26 listopada 2004 roku w Aspen, 10 marca 2007 roku w Zwiesel, 13 grudnia 2008 roku w La Molina, 24 października 2009 roku w Sölden oraz 24 stycznia 2010 roku w Cortina d’Ampezzo. Ostatni raz w czołowej trójce zawodów pucharowych znalazła się 15 stycznia 2013 roku we Flachau, zajmując trzecie miejsce w slalomie. Najlepsze wyniki osiągnęła w sezonie 2004/2005, kiedy zajęła piąte miejsce w klasyfikacji generalnej, a w klasyfikacjach slalomu i giganta zwyciężyła, zdobywając Małe Kryształowe Kule. Ponadto Finka była także druga w klasyfikacji slalomu w sezonie 2010/2011 i trzecia w sezonie 2002/2003 oraz druga w klasyfikacji giganta w sezonie 2006/2007 i trzecia w sezonie 2010/2011.
W 1997 roku wystartowała na mistrzostwach świata w Sestriere, gdzie w slalomie była siedemnasta, a giganta nie ukończyła. Największe sukcesy osiągnęła podczas rozgrywanych osiem lat później mistrzostw świata w Bormio, gdzie zdobyła dwa medale. Najpierw zajęła drugie miejsce w gigancie, plasując się między Anją Pärson a Julią Mancuso z USA. Trzy dni później srebrny medal zdobyła także w slalomie, przegrywając tylko z Chorwatką Janicą Kostelić. Dwa medale zdobyła również na mistrzostwach świata w Val d’Isère w 2009 roku. W gigancie zdobyła brązowy medal, ulegając tylko Niemce Kathrin Hölzl oraz Tinie Maze ze Słowenii. Dwa dni później brązowy medal zdobyła w slalomie, w którym wyprzedziły ją Niemka Maria Riesch i Czeszka Šárka Záhrobská. Poutiainen była też między innymi czwarta w slalomie podczas mistrzostw świata w Schladming w 2013 roku, gdzie walkę o podium przegrała ze Szwedką Fridą Hansdotter o 0,35 sekundy.
W lutym 1998 roku wzięła udział w igrzyskach olimpijskich w Nagano, gdzie była osiemnasta w slalomie, a giganta ukończyła na 26. pozycji. Cztery lata później, podczas igrzysk w Salt Lake City zajmowała trzecie miejsce po pierwszym przejeździe slalomu, tracąc do prowadzącej Kostelić 0,32 sekundy. Drugiego przejazdu jednak nie ukończyła i ostatecznie nie była klasyfikowana. Najlepszy wynik osiągnęła na igrzyskach olimpijskich w Turynie w 2006 roku, gdzie zdobyła srebrny medal w gigancie. Już po pierwszym przejeździe znajdowała się na drugim miejscu, a trzeci wynik drugiego przejazdu wystarczył do uzyskania drugiego łącznego rezultatu. Na podium rozdzieliła Julię Mancuso i Annę Ottosson ze Szwecji. Na tych samych igrzyskach zajęła także szóste miejsce w slalomie. Podczas rozgrywanych w 2010 roku igrzysk w Vancouver była szósta w slalomie i trzynasta w gigancie. Brała także udział w igrzyskach olimpijskich w Soczi w 2014 roku, jednak w obu konkurencjach uplasowała się poza czołową dziesiątką.
Wielokrotnie zdobywała medale mistrzostw Finlandii, w tym 21 złotych: w supergigancie w latach 1996 i 2009, slalomie w latach 1998, 1999, 2001, 2003, 2004, 2005, 2007, 2008 i 2009 oraz gigancie w latach 1996, 2001, 2003, 2004, 2005, 2006, 2007, 2008, 2009 i 2010. W 2014 roku zakończyła karierę.
W sierpniu 2015 roku wyszła za mąż za Vesę Rinne.

## Osiągnięcia

### Igrzyska olimpijskie
| Miejsce | Dzień     | Rok  | Miejscowość    | Konkurencja | Czas biegu | Strata | Zwyciężczyni        |
| ------- | --------- | ---- | -------------- | ----------- | ---------- | ------ | ------------------- |
| 18.     | 19 lutego | 1998 | Nagano         | Slalom      | 1:32,40    | +4,71  | Hilde Gerg          |
| 26.     | 20 lutego | 1998 | Nagano         | Gigant      | 2:50,59    | +11,07 | Deborah Compagnoni  |
| DNF2    | 20 lutego | 2002 | Salt Lake City | Slalom      | 1:46,10    | –      | Janica Kostelić     |
| 11.     | 22 lutego | 2002 | Salt Lake City | Gigant      | 2:30,01    | +2,96  | Janica Kostelić     |
| 11.     | 22 lutego | 2006 | Turyn          | Slalom      | 1:29,04    | +1,75  | Anja Pärson         |
| 2.      | 24 lutego | 2006 | Turyn          | Gigant      | 2:09,19    | +0,67  | Julia Mancuso       |
| 13.     | 25 lutego | 2010 | Vancouver      | Gigant      | 2:27,11    | +1,06  | Viktoria Rebensburg |
| 6.      | 26 lutego | 2010 | Vancouver      | Slalom      | 1:42,89    | +2,04  | Maria Riesch        |
| 14.     | 18 lutego | 2014 | Soczi          | Gigant      | 2:36,87    | +3,01  | Tina Maze           |
| 12.     | 21 lutego | 2014 | Soczi          | Slalom      | 1:44,54    | +3,47  | Mikaela Shiffrin    |

### Mistrzostwa świata
| Miejsce | Dzień     | Rok  | Miejscowość       | Konkurencja | Czas biegu | Strata | Zwyciężczyni          |
| ------- | --------- | ---- | ----------------- | ----------- | ---------- | ------ | --------------------- |
| 17.     | 5 lutego  | 1997 | Sestriere         | Slalom      | 1:43,87    | +5,01  | Deborah Compagnoni    |
| DNF2    | 9 lutego  | 1997 | Sestriere         | Gigant      | 2:39,19    | –      | Deborah Compagnoni    |
| 14.     | 11 lutego | 1999 | Vail/Beaver Creek | Gigant      | 2:08,54    | +3,17  | Alexandra Meissnitzer |
| 24.     | 13 lutego | 1999 | Vail/Beaver Creek | Slalom      | 1:33,97    | +3,38  | Zali Steggall         |
| DNF2    | 7 lutego  | 2001 | St. Anton         | Slalom      | 1:32,95    | –      | Anja Pärson           |
| 13.     | 9 lutego  | 2001 | St. Anton         | Gigant      | 2:19,01    | +4,85  | Sonja Nef             |
| 23.     | 13 lutego | 2003 | Sankt Moritz      | Gigant      | 2:30,97    | +5,42  | Anja Pärson           |
| 10.     | 15 lutego | 2003 | Sankt Moritz      | Slalom      | 1:39,55    | +3,11  | Janica Kostelić       |
| 2.      | 8 lutego  | 2005 | Bormio            | Gigant      | 2:13,63    | +0,19  | Anja Pärson           |
| 2.      | 11 lutego | 2005 | Bormio            | Slalom      | 1:47,98    | +0,18  | Janica Kostelić       |
| 14.     | 13 lutego | 2007 | Åre               | Gigant      | 2:31,72    | +1,97  | Nicole Hosp           |
| 14.     | 16 lutego | 2007 | Åre               | Slalom      | 1:43,91    | +2,42  | Šárka Záhrobská       |
| 3.      | 12 lutego | 2009 | Val d’Isère       | Gigant      | 2:03,49    | +0,54  | Kathrin Hölzl         |
| 3.      | 14 lutego | 2009 | Val d’Isère       | Slalom      | 1:51,80    | +1,09  | Maria Riesch          |
| 13.     | 17 lutego | 2011 | Ga-Pa             | Gigant      | 2:20,54    | +1,34  | Tina Maze             |
| 6.      | 16 lutego | 2011 | Ga-Pa             | Slalom      | 1:45,79    | +1,86  | Marlies Schild        |
| 15.     | 14 lutego | 2013 | Schladming        | Gigant      | 2:08,06    | +4,04  | Tessa Worley          |
| 4.      | 16 lutego | 2013 | Schladming        | Slalom      | 1:39,85    | +0,61  | Mikaela Shiffrin      |

### Mistrzostwa świata juniorów
| Miejsce | Dzień     | Rok  | Miejscowość | Konkurencja | Czas biegu | Strata | Zwyciężczyni    |
| ------- | --------- | ---- | ----------- | ----------- | ---------- | ------ | --------------- |
| 26.     | 29 lutego | 1996 | Schwyz      | Gigant      | 2:07,15    | +9,30  | Karen Putzer    |
| 22.     | 2 marca   | 1996 | Schwyz      | Slalom      | 1:43,79    | +6,11  | Sandra Hälldahl |
| 3.      | 27 lutego | 1997 | Schladming  | Supergigant | 1:19,96    | +1,56  | Karen Putzer    |
| 1.      | 28 lutego | 1997 | Schladming  | Slalom      | 1:38,88    | –      | –               |
| 5.      | 1 marca   | 1997 | Schladming  | Gigant      | 1:56,82    | +3,15  | Karen Putzer    |
| 30.     | 27 lutego | 1998 | Megève      | Supergigant | 1:06,08    | +2,35  | Martina Lechner |
| 5.      | 28 lutego | 1998 | Megève      | Slalom      | 1:26,48    | +1,54  | Stefanie Wolf   |
| 13.     | 1 marca   | 1998 | Megève      | Gigant      | 1:54,35    | +2,64  | Anja Pärson     |
| DNF1    | 9 marca   | 1999 | Pra Loup    | Slalom      | 1:46,62    | –      | Anja Pärson     |
| 3.      | 10 marca  | 1999 | Pra Loup    | Gigant      | 1:53,82    | +1,18  | Denise Karbon   |

### Puchar Świata

#### Miejsca w klasyfikacji generalnej
- sezon 1997/1998: 73.
- sezon 1998/1999: 95.
- sezon 2000/2001: 20.
- sezon 2001/2002: 12.
- sezon 2002/2003: 11.
- sezon 2003/2004: 9.
- sezon 2004/2005: 5.
- sezon 2005/2006: 12.
- sezon 2006/2007: 7.
- sezon 2007/2008: 8.
- sezon 2008/2009: 5.
- sezon 2009/2010: 11.
- sezon 2010/2011: 7.
- sezon 2011/2012: 13.
- sezon 2012/2013: 13.
- sezon 2013/2014: 54.

#### Zwycięstwa w zawodach
1. Levi – 28 lutego 2004 (slalom)
2. Aspen – 26 listopada 2004 (gigant)
3. Aspen – 28 listopada 2004 (slalom)
4. Altenmarkt – 12 grudnia 2004 (slalom)
5. Zagrzeb – 20 stycznia 2005 (slalom)
6. Zwiesel – 10 marca 2007 (gigant)
7. Zagrzeb – 15 lutego 2008 (slalom)
8. La Molina – 13 grudnia 2008 (gigant)
9. Sölden – 24 października 2009 (gigant)
10. Cortina d’Ampezzo – 24 stycznia 2010 (gigant)
11. Flachau – 11 stycznia 2011 (slalom)

#### Pozostałe miejsca na podium w zawodach
1. Sestriere – 9 grudnia 2001 (slalom) – 2. miejsce
2. Altenmarkt – 9 marca 2002 (gigant) – 3. miejsce
3. Sestriere – 15 grudnia 2002 (KO slalom) – 2. miejsce
4. Lenzerheide – 22 grudnia 2002 (slalom) – 2. miejsce
5. Sestriere – 13 marca 2004 (slalom) – 3. miejsce
6. Sölden – 23 października 2004 (gigant) – 2. miejsce
7. Aspen – 27 listopada 2004 (slalom) – 3. miejsce
8. Semmering – 28 października 2004 (gigant) – 2. miejsce
9. Semmering – 29 października 2004 (slalom) – 3. miejsce
10. Maribor – 23 stycznia 2005 (slalom) – 3. miejsce
11. Lenzerheide – 13 marca 2005 (gigant) – 2. miejsce
12. Hafjell – 5 marca 2006 (gigant) – 3. miejsce
13. Åre – 18 marca 2006 (gigant) – 3. miejsce
14. Aspen – 25 listopada 2006 (gigant) – 3. miejsce
15. Kranjska Gora – 6 stycznia 2007 (gigant) – 3. miejsce
16. Sierra Nevada – 24 lutego 2007 (gigant) – 3. miejsce
17. Sierra Nevada – 25 lutego 2007 (slalom) – 2. miejsce
18. Aspen – 9 grudnia 2007 (slalom) – 2. miejsce
19. Lienz – 29 grudnia 2007 (slalom) – 3. miejsce
20. Špindlerův Mlýn – 5 stycznia 2008 (gigant) – 2. miejsce
21. Sölden – 25 października 2008 (gigant) – 2. miejsce
22. Aspen – 29 listopada 2008 (gigant) – 2. miejsce
23. Aspen – 30 listopada 2008 (slalom) – 3. miejsce
24. Semmering – 29 grudnia 2008 (slalom) – 2. miejsce
25. Maribor – 11 stycznia 2009 (slalom) – 3. miejsce
26. Ofterschwang – 6 marca 2009 (gigant) – 3. miejsce
27. Åre – 14 marca 2009 (gigant) – 2. miejsce
28. Levi – 14 listopada 2009 (slalom) – 3. miejsce
29. Levi – 13 listopada 2010 (slalom) – 3. miejsce
30. Aspen – 28 listopada 2010 (slalom) – 3. miejsce
31. Sankt Moritz – 12 grudnia 2010 (gigant) – 2. miejsce
32. Courchevel – 21 grudnia 2010 (slalom) – 2. miejsce
33. Zwiesel – 4 lutego 2011 (slalom) – 3. miejsce
34. Courchevel – 18 grudnia 2011 (slalom) – 2. miejsce
35. Kranjska Gora – 22 stycznia 2012 (slalom) – 2. miejsce
36. Levi – 10 listopada 2012 (slalom) – 2. miejsce
37. Flachau − 15 stycznia 2013 (slalom) – 3. miejsce

- W sumie (11 zwycięstw, 18 drugich i 19 trzecich miejsc).